# Фернандо Каранга
Луис Фернандо да Силва Монте (на португалски: Luiz Fernando da Silva Monte), известен като Фернандо Каранга, е бразилски футболист, който играе като централен нападател. 

## Клубна кариера
Роден в Камаражибе на 14 април 1991 г., той започва да тренира в школата на „Наутико“ през 2008 г., а две години по-късно преминава в „Санта Крус“. След един сезон при юношите подписва първи професионален договор през 2011 г., но след това е преотстъпен на два пъти – първо на „Брагантино“, а след това и на „Бело Жардим“. През 2012 г. преминава за кратко в „Триндаде“, а през лятото на същата година подписва договор с „Боа Еспорте“. Там записва 76 мача и 19 гола за първенство, като през това време за кратко е и под наем в „Крисиума“, където обаче не записва нито един двубой.
След добрите си изяви за „Боа Еспорте“ Каранга е привлечен в края на 2014 г. от южнокорейския тим „Джеджу Юнайтед“, с който подписва двугодишен договор. Скоро след преминаването си там той получава две последователни контузии, но през втората половина на сезона намира ритъм, като бележи 5 гола и добавя 3 асистенции в общо 16 участия. През втория си сезон в „Джеджу“ той изиграва само 2 мача и през лятото на 2016 г. се връща в родината си, като преминава под наем до края на годината в „Парана“. В общо 13 изиграни мача той записва 3 гола и 1 асистенция, както и 1 червен картон. Това обаче не се оказва достатъчно и „Парана“ избира да не го привлече за постоянно.

### ЦСКА (2017 – 2018)
Каранга преминава в ЦСКА на 2 февруари 2017 г., като подписва договор за две години и половина. На 29 април същата година бележи третия гол при победата на ЦСКА с 3:0 в дербито срещу „Левски“.
Каранга стартира сезон 2017/2018 с гол още в първия кръг в мача срещу „Славия“ на 15 юли. Записва общо 24 гола и 8 асистенции в 27 мача за първенство и прибавя още 1 гол и 3 асистенции в 3 мача за купата на България, преди да получи травма в полуфиналния мач-реванш срещу „Левски“, което му попречва да приключи сезона като голмайстор номер едно на първенството.

### Хенан
На 12 юли 2018 г. Каранга преминава в китайския елитен отбор „Хенан“ срещу трансферна сума от 4 млн. щ. д. Бележи първите си два гола за новия си отбор още във втория си мач, но в следващия кръг е изгонен с директен червен картон, заради което пропуска следващите няколко срещи. Завръща се на терена на 22 септември в мача срещу „Луненг“ и в следващите 5 мача бележи 3 гола и дава 1 асистенция, преди да бъде контузен тежко при сблъсък със съперников играч в края на октомври и да се наложи да бъде отстранен далакът му. В резултат на това той отсъства около половин година от терените. Завръща се в игра на 7 юли 2019 г. в мача срещу „Ифанг“ и до края на сезона записва 15 мача с 6 гола и 6 асистенции. През юли 2023 г. напуска отбора.

### Джинан Синжоу
На 19 юли 2023 г. Каранга подписва с втородивизионния клуб „Джинан“. Там изиграва 10 мача и отбелязва 2 гола.

### ЦСКА (2024)
На 16 януари 2024 г. Каранга се присъединява за втори път към ЦСКА, подписвайки договор до края на сезона. Той вкарва 5 гола в 11 мача, но и получава червен картон срещу „Лудогорец“, заради което получава 6 мача наказание. Напуска отбора в края на кампанията, след като ръководството решава да не поднови договора му.

### Далиан Ингбо
В края на юни 2024 г. Каранга се завръща в Китай, за да облече фланелката на втородивизионния „Далиан Ингбо“.